# Campionati europei cadetti di scherma 2020
I Campionati europei cadetti di scherma del 2020 ("2020 European Cadets Fencing Championships") sono stati organizzati dalla Confederazione europea di scherma e si sono svolti a Parenzo in Croazia, dal 22-26 febbraio 2020.
Nel fioretto, si sono aggiudicati i titoli dei campionati europei il magiaro Gergo Szemes, che ha battuto in finale il russo Dmitrii Osipov, e l'italiana Matilde Calvanese che ha avuto la meglio sulla russa Darya Malysheva.
Nella spada l'elvetico Theo Brochard ha battuto in finale l'italiano Simone Mencarelli, ottenendo il titolo europeo cadetti maschile, mentre tra le donne la russa Ekaterina Kolbeneva ha superato la russa Iana Bekmurzova.
Nella sciabola il tedesco Colin Heathcock prevale sul russo Dmitriy Nasonov, mentre la francese Toscane Tori ha battuto l'ucraina Oleksandra Bondar.
Nei campionati europei cadetti a squadre maschili, la nazionale russa ha prevalso nella finale del fioretto contro l'Italia, mentre la nazionale italiana ha vinto nella spada contro la formazione russa, ed infine la nazionale francese ha avuto la meglio sulla compagine italiana nella sciabola.
Nei campionati europei cadetti a squadre femminili, la nazionale russa ha prevalso nella finale del fioretto contro l'Italia, l'Italia ha vinto nella spada contro la compagine israeliana, ed infine la formazione magiara ha avuto la meglio sulla nazionale russa nella sciabola.

## Podi

### Uomini
| Specialità  | Oro                                                                     | Argento                                                                       | Bronzo                                                                 |
| Individuali |                                                                         |                                                                               |                                                                        |
| Fioretto    | Gergő Szemes                                                            | Dmitrij Osipov                                                                | Zachar Kozlov Ivan Bulyga                                              |
| Spada       | Théo Brochard                                                           | Simone Mencarelli                                                             | Lino Heurlin-Vazquez Semën Žukov                                       |
| Sciabola    | Colin Heathcock                                                         | Dmitrij Nasonov                                                               | Konrad Ondrik Valentin Meka                                            |
| A squadre   |                                                                         |                                                                               |                                                                        |
| Fioretto    | Russia Temyr Aloian Ivan Bulyga Zachar Kozlov Dmitrii Osipov            | Italia Damiano Di Veroli Giuseppe Franzoni Gabriel Giardinelli Marco Proietti | Polonia Adam Jakubowski Piotr Kaskow Mikolaj Plaszczewski Igor Wozniak |
| Spada       | Italia Fabrizio Cuomo Simone Mencarelli Federico Pezzoli Davide Santoro | Russia Rostislav Rustamov Artem Sarkisian Alexey Udovichenko Semen Zhukov     | Ungheria Mate Csabai Benedek Ko Gergely Kovacs Soma Somody             |
| Sciabola    | Francia Rémi Garrigue Albin Guyonnaud Ugo Latapy Francois Maruelle      | Italia Edoardo Cantini Marco Mastrullo Emanuele Nardella Leonardo Tocci       | Russia Nikita Kisin Dmitriy Nasonov Sergey Somov Nikolai Spitsyn       |

### Donne
| Specialità  | Oro                                                                              | Argento                                                                        | Bronzo                                                                     |
| Individuali |                                                                                  |                                                                                |                                                                            |
| Fioretto    | Matilde Calvanese                                                                | Darya Malysheva                                                                | Olga Sopit Carolina Stutchbury                                             |
| Spada       | Ekaterina Kolbeneva                                                              | Jana Bekmurzova                                                                | Gaia Caforio Gloria Klughardt                                              |
| Sciabola    | Toscane Tori                                                                     | Oleksandra Bondar                                                              | Tamar Gordon Alina Pastuchova                                              |
| A squadre   |                                                                                  |                                                                                |                                                                            |
| Fioretto    | Russia Anastasiia Beznosikova Alina Borodaenko Arina Kamaldinova Darya Malysheva | Italia Matilde Calvanese Eleonora Candeago Carlotta Ferrari Margherita Lorenzi | Ucraina Kristina Petrova Olga Sopit Svitlana Sopit Anastasiia Yerofieienko |
| Spada       | Italia Gaia Caforio Anita Corradino Carola Maccagno Lucrezia Paulis              | Israele Adele Bogdanov Kamila Dyrektor Nikol Feygin Elianna Semiannikov        | Russia Jana Bekmurzova Tatiana Guliaeva Ekaterina Kolbeneva Iulia Polozova |
| Sciabola    | Ungheria Sugár Katinka Battai Zita Fenyosi Kira Keszei Viktoria Zoe Papai        | Russia Alina Koroleva Sofiia Kozhukhova Ekaterina Kuzovaya Alina Pastukhova    | Ucraina Dana Bahlai Oleksandra Bondar Daria Bulba Sofiia Golovkina         |